# Naja Marie Aidt
Naja Marie Aidt (født 24. december 1963 i Aasiaat, Grønland) er en dansk digter og forfatter. Hun debuterede i 1991 med digtsamlingen Så længe jeg er ung. Hun har siden skrevet digte, noveller, dramatik, sange, børnebøger, samt manuskript til filmen ”Strings” (2004). I 2012 udgav hun sin første roman Sten saks papir.
Hun har modtaget Kritikerprisen 2006 og Nordisk råds litteraturpris 2008 for Bavian.
Aidt er kendt for sin minimalistiske skrivestil. I novellesamlingen Bavian fremføres den minimalistiske skrivestil med stor effekt. Det er de ubetydelige hverdagshændelser, der skaber spænding. Hændelser, som skubber hverdagen ud af kurs og kan få det hele til at gå i kaos. Aidt formår, at fremvise menneskers spændingsfelter mellem følelsesliv og de sociale relationer. Hun skriver om, hvordan mennesker presses ud i situationer, hvor de ikke længere kan kende sig selv eller bevare kontrollen.
Aidts skuespil findes i Dramatisk Bibliotek på Det Kongelige Bibliotek.
Naja Marie Aidt har modtaget en række priser for sit arbejde, blandt andet fik hun i november 2020 Den Store Pris fra Det Danske Akademi. Prisen omtales som den fornemste anerkendelse af et forfatterskab i Danmark. I 2022 modtog Naja Marie Aidt Det Svenske Akademis nordiske pris.
I 2024 var hun blandt fem nominerede til Jyllands-Postens litteraturpris inden for skønlitteratur.
! 2024 blev Naja Marie Aidt nomineret til DR Roman-prisen 2025 for romanen Øvelser i mørket. I juni 2025 kom det frem, at hun også vandt DR Roman-prisen 2025 for Øvelser i mørket. I begrundelsen fra medlemmerne af læseklubberne hed det blandt andet: 
"Romanen er fantastisk komponeret. Det er meget interessant, hvordan hovedkarakteren klarer sig trods modgang. Samtidig fortæller romanen også, at man ikke er alene, og at fællesskabet er vigtigt".

## Privatliv
Aidts forældre er Lene Aidt og Leif Aidt. Parret var flyttet til Grønland på grund af faderens lærergerning. Da Aidt var syv år gammel, flyttede de tre tilbage til Danmark, hvor de bosatte sig i København. Forældrene blev skilt, og Aidt flyttede med sin mor til Vesterbro med moderens nye mand. I teenageårene var hun aktiv i den venstreorienterede ungdomsorganisation Danmarks Kommunistiske Ungdom med sin nære veninde, dramatikeren Line Knutzon.
Aidt flyttede hjemmefra som ganske ung og fik som 18-årig i 1982 sønnen Frederik med musikeren Martin Heurlin. Aidt tog en HF-eksamen og fik sønnerne Carl Emil i 1989 og Johan i 1991. I 1991 udgav hun sin første bog. Kort tid efter blev hun skilt og giftede sig med filmfotografen Eigil Bryld, som hun fik sin fjerde søn, Zakarias, med i 2003.
Aidt flyttede i 2008 til Brooklyn, New York, hvor hun boede i 11 år . I 2015 døde sønnen Carl Emil, og hendes sorgarbejde resulterede to år senere i det prosalyriske værk Har døden taget noget fra dig så giv det tilbage. Hun har også efterfølgende formået at sætte ord på sin sorg.

## Drama
- Siska (2000), Cafe Teatret

## Priser og hædersbevisninger
Naja Marie Aidt har modtaget flere legater fra Statens Kunstfond og derudover blandt andet modtaget:
- 1993: Gyldendals Boglegat.
- 1996: Martin Andersen Nexø-prisen.
- 1996: Herman Bangs Mindelegat.
- 2004: Beatrice Prisen
- 2007: Kritikerprisen
- 2008: Nordisk Råds Litteraturpris
- 2014: Aarestrup medaljen
- 2017: Weekendavisens litteraturpris
- 2020: Det Danske Akademis Den Store Pris.[9]
- 2022: Svenska Akademiens nordiske pris.[10]